# Denis Sergejewitsch Spizow
Denis Sergejewitsch Spizow (russisch Денис Сергеевич Спицов; * 16. August 1996 in Woschega) ist ein russischer Skilangläufer.

## Werdegang
Spizow startete im November 2012 in Werschina Tjoi erstmals im Eastern-Europe-Cup und belegte dabei den 141. Platz über 10 km Freistil und den 151. Rang im Sprint. Bei den Nordischen Junioren-Skiweltmeisterschaften 2014 im Val di Fiemme errang er den 35. Platz im Sprint. Im folgenden Jahr gewann er bei den Nordischen Junioren-Skiweltmeisterschaften 2015 in Almaty die Bronzemedaille im Skiathlon, die Silbermedaille über 10 km Freistil und die Goldmedaille mit der Staffel. Im März 2015 wurde er in Tjumen russischer Juniorenmeister im Skiathlon und über 10 km Freistil. Bei den Nordischen Junioren-Skiweltmeisterschaften 2016 in Rasnov holte er die Bronzemedaille über 15 km Freistil und die Silbermedaille mit der Staffel. Zudem gelang ihn der vierte Platz im Sprint. Zu Beginn der Saison 2016/17 erreichte er mit Platz drei über 10 km Freistil in Werschina Tjoi seine erste Podestplatzierung im Eastern-Europe-Cup. Im weiteren Saisonverlauf kam er viermal unter die ersten Zehn und belegte damit den zehnten Platz in der Gesamtwertung des Eastern-Europe-Cups. Dabei holte er im Skiathlon in Syktywkar seinen ersten Sieg in dieser Rennserie. Bei den U23-Skiweltmeisterschaften 2017 in Soldier Hollow gewann er über 15 km Freistil und im Skiathlon jeweils die Bronzemedaille. Zu Beginn der Saison 2017/18 startete er in Davos erstmals im Skilanglauf-Weltcup und errang dabei den 77. Platz im Sprint. Tags darauf holte er mit dem siebten Platz über 15 km Freistil seine ersten Weltcuppunkte. Die Tour de Ski 2017/18 beendete er auf dem 13. Platz. Dabei erreichte er im Fleimstal mit der drittschnellsten Zeit bei der Abschlussetappe seine erste Podestplatzierung im Weltcup. Bei den U23-Weltmeisterschaften 2018 in Goms gewann er die Silbermedaille über 15 km klassisch und die Goldmedaille im Skiathlon. Beim Saisonhöhepunkt, den Olympischen Winterspielen 2018 in Pyeongchang, holte er die Bronzemedaille über 15 km Freistil und jeweils die Silbermedaille mit der Staffel und zusammen mit Alexander Bolschunow im Teamsprint. Zum Saisonende erreichte er beim Weltcupfinale in Falun den zehnten Platz und belegte abschließend den 20. Platz im Gesamtweltcup und den 15. Rang im Distanzweltcup.
Zu Beginn der Saison 2018/19 errang Spizow bei der Etappe über 15 km klassisch beim Lillehammer Triple, den er auf dem 27. Platz beendete, den dritten Platz und in Beitostølen den zweiten Platz mit der Staffel. Bei der Tour de Ski 2018/19 kam er mit drei Top-Zehn-Platzierungen auf den achten Platz. Im Januar 2019 holte er in Ulricehamn mit der Staffel seinen ersten Weltcupsieg. Beim Saisonhöhepunkt, den Nordischen Skiweltmeisterschaften 2019 in Seefeld in Tirol lief er auf den 28. Platz im 50-km-Massenstartrennen und auf den 22. Rang im Skiathlon. Zum Saisonende belegte er beim Weltcupfinale in Québec den 37. Platz und abschließend den 18. Platz im Gesamtweltcup und den 16. Rang im Distanzweltcup. In der folgenden Saison lief er bei der Tour de Ski 2019/20 auf den 11. Platz und bei der Skitour 2020 auf den 21. Platz. Zudem wurde er in Lillehammer Zweiter und in Lahti Dritter mit der Staffel und erreichte den 16. Platz im Distanzweltcup und den 15. Rang im Gesamtweltcup. Nach Platz zwei über 15 km Freistil beim Alpencup in Ulrichen zu Beginn der Saison 2020/21, errang er bei der Tour de Ski 2021 in Toblach über 15 km Freistil ebenfalls den zweiten Platz und holte bei der Abschlussetappe im Fleimstal seinen ersten Weltcupsieg und kam damit auf den dritten Gesamtrang.  Beim Saisonhöhepunkt, den Nordischen Skiweltmeisterschaften 2021 in Oberstdorf, konnte er aufgrund eines Mittelhandbruchs nicht teilnehmen und beendete die Saison vorzeitig auf dem neunten Platz im Gesamtweltcup und auf dem vierten Rang im Distanzweltcup. Bei den Rollerski-Weltmeisterschaften 2021 im Val di Fiemme gewann er die Bronzemedaille über 16 km Freistil.
In der Saison 2021/22 wurde Spizow Vierter bei der Tour de Ski 2021/22 und gewann bei den Olympischen Winterspielen 2022 in Peking die Silbermedaille im Skiathlon und die Goldmedaille mit der Staffel. Zudem errang er dort den sechsten Platz im 50-km-Massenstartrennen und beendete die Saison auf dem 14. Platz im Gesamtweltcup.

## Erfolge

### Siege bei Weltcuprennen

#### Etappensiege bei Weltcuprennen
| Nr. | Datum           | Ort           | Disziplin                  | Rennen           |
| --- | --------------- | ------------- | -------------------------- | ---------------- |
| 1.  | 10. Januar 2021 | Val di Fiemme | 10 km Freistil Massenstart | Tour de Ski 2021 |

#### Weltcupsiege im Team
| Nr. | Datum           | Ort        | Disziplin            |
| --- | --------------- | ---------- | -------------------- |
| 1.  | 27. Januar 2019 | Ulricehamn | 4 × 7,5 km Staffel 1 |

### Siege bei Continental-Cup-Rennen
| Nr. | Datum        | Ort       | Disziplin       | Serie              |
| --- | ------------ | --------- | --------------- | ------------------ |
| 1.  | 1. März 2017 | Syktywkar | 30 km Skiathlon | Eastern Europe Cup |

## Teilnahmen an Weltmeisterschaften und Olympischen Winterspielen

### Olympische Spiele
- 2018 Pyeongchang: 2. Platz Teamsprint Freistil, 2. Platz Staffel, 3. Platz 15 km Freistil, 4. Platz 30 km Skiathlon, 18. Platz 50 km klassisch Massenstart
- 2022 Peking: 1. Platz Staffel, 2. Platz 30 km Skiathlon, 6. Platz 50 km Freistil Massenstart

### Nordische Skiweltmeisterschaften
- 2019 Seefeld in Tirol: 21. Platz 30 km Skiathlon, 28. Platz 50 km Freistil Massenstart

## Platzierungen im Weltcup

### Weltcup-Statistik
Die Tabelle zeigt die erreichten Platzierungen im Einzelnen.
- 1.–3. Platz: Anzahl der Podiumsplatzierungen
- Top 10: Anzahl der Platzierungen unter den ersten zehn
- Punkteränge: Anzahl der Platzierungen innerhalb der Punkteränge
- Starts: Anzahl gelaufener Rennen in der jeweiligen Disziplin
- Hinweis: Bei den Distanzrennen erfolgt die Einordnung gemäß FIS.

| Platzierung               | Distanzrennen a | Distanzrennen a | Distanzrennen a | Distanzrennen a | Distanzrennen a | Skiathlon Verfolgung | Sprint | Etappen- rennen b | Gesamt | Team   | Team    |
| Platzierung               | ≤ 5 km          | ≤ 10 km         | ≤ 15 km         | ≤ 30 km         | > 30 km         | Skiathlon Verfolgung | Sprint | Etappen- rennen b | Gesamt | Sprint | Staffel |
| ------------------------- | --------------- | --------------- | --------------- | --------------- | --------------- | -------------------- | ------ | ----------------- | ------ | ------ | ------- |
| 1. Platz                  |                 | 1               |                 |                 |                 |                      |        |                   | 1      |        | 1       |
| 2. Platz                  |                 | 1               | 1               |                 |                 |                      |        |                   | 2      |        | 2       |
| 3. Platz                  |                 |                 | 1               |                 |                 | 1                    |        | 1                 | 3      |        | 1       |
| Top 10                    |                 | 3               | 15              | 1               | 1               | 6                    | 2      | 4                 | 32     |        | 5       |
| Punkteränge               |                 | 3               | 30              | 1               | 2               | 13                   | 5      | 8                 | 62     |        | 5       |
| Starts                    |                 | 3               | 34              | 1               | 2               | 16                   | 16     | 9                 | 81     |        | 6       |
| Stand: Saisonende 2021/22 |                 |                 |                 |                 |                 |                      |        |                   |        |        |         |

### Weltcup-Gesamtplatzierungen
| Saison  | Gesamt | Gesamt | Distanz | Distanz | Sprint | Sprint |
| Saison  | Punkte | Platz  | Punkte  | Platz   | Punkte | Platz  |
| ------- | ------ | ------ | ------- | ------- | ------ | ------ |
| 2017/18 | 376    | 20.    | 244     | 15.     | -      | -      |
| 2018/19 | 428    | 18.    | 276     | 16.     | 16     | 62.    |
| 2019/20 | 474    | 15.    | 285     | 16.     | 63     | 30.    |
| 2020/21 | 567    | 9.     | 327     | 4.      | -      | -      |
| 2021/22 | 405    | 14.    | 205     | 13.     | -      | -      |